# Кайнак
Кайна́к (рос. Кайнак) — присілок у складі Армізонського району Тюменської області, Росія.
Населення — 50 осіб (2010, 84 у 2002).
Національний склад станом на 2002 рік:
- казахи — 55 %
- росіяни — 41 %